# Župnija Sveta gora
Župnija Sveta gora je rimskokatoliška teritorialna župnija dekanije Litija nadškofije Ljubljana.

## Cerkve
- Cerkev Marijinega rojstva, Sveta gora
- Cerkev sv. Petra, Golče
- Cerkev sv. Primoža in Felicijana, Tirna